# Spreewaldkrimi: Zwischen Tod und Leben
Zwischen Tod und Leben ist ein deutscher Fernsehfilm von Kai Wessel aus dem Jahr 2017. Er ist der zehnte Film aus der Kriminalfilmreihe Spreewaldkrimi und wurde am 13. November 2017 im ZDF als „Fernsehfilm der Woche“ ausgestrahlt. Eine exklusive Preview für „Family & Friends“ fand bereits am 22. und 23. Oktober 2017 im Saal von Schloss Lübbenau statt.

## Handlung
Knut Hellstein sucht Kommissar Thorsten Krüger auf und bittet ihn um Hilfe. Er sei zwischen die Fronten eines Energie-Kartells geraten und bange nun um sein Leben. Da sich der Kommissar für den Suizid von Hellsteins Vater Karsten verantwortlich fühlt, kommt er dem Hilfegesuch des jungen Mannes nach. Bei seinen Recherchen stößt er auf Machenschaften eines Energie-Kartells, aber auch auf eine Mittäterschaft von Knut Hellstein. Als Krüger einen Informanten treffen will, wird er in seinem Wohnwagen niedergeschlagen und dieser in Brand gesetzt. Kollege Martin Fichte kann Krüger aus den brennenden Trümmern retten, doch Krüger fällt ins Koma. Die Brandermittlungen dauern an. Im Koma beschäftigt ihn der Tod von Karsten Hellstein. Nach dem Erwachen aus dem Koma erinnert er sich, wie ihn Knut Hellstein um Hilfe bat. Krüger ist sicher, dass er es war, der ihn niedergeschlagen und den Flammen überlassen hat. Hellstein Junior hat seit dem Tod seines Vaters derart viel kriminelle Energie gesammelt, dass er nicht mal vor Mord zurückschreckt. Sein Bestreben, durch Erpressung der Mittäter der Korruptionsgeschäfte an Geld zu kommen, hatte schon Bodo Tankmann das Leben gekostet und als Krüger Knut nun durchschaut hatte, sollte auch er sterben. Noch während Krüger im Krankenhaus liegt, versucht Knut seinen Plan zu Ende zu bringen. Erneut rettet Martin Fichte Krüger das Leben. Hellstein wird festgenommen.

## Hintergrund
Zwischen Tod und Leben wurde unter dem Arbeitstitel Die Summe der Teile vom 23. August 2016 bis zum 25. September 2016 gedreht. Als Drehschauplätze diente der Spreewald und Umgebung.

## Rezeption

### Einschaltquote
Die Erstausstrahlung am 13. November 2017 im ZDF wurde von 4,85 Millionen Zuschauern verfolgt, was einem Marktanteil von 14,8 Prozent entsprach.

### Kritik
Rainer Tittelbach von Tittelbach.tv schrieb: „Für den zehnten ‚Spreewaldkrimi‘ hat sich Autor Thomas Kirchner etwas ganz Besonderes ausgedacht. Ein Anschlag auf Krüger verbannt den Kommissar in eine Zwischenwelt. Mit einem Toten geistert er durch den Spreewald – und versucht, sich zu erinnern an seinen letzten Fall, den er bereits zu Ende ermittelt hatte. Mehr denn je erweckt die Struktur dieser Jubiläumsepisode den Eindruck eines Puzzles, gerät die Form zum Erkenntnisinstrument. Die subjektiven Zugänge zur Geschichte sind […] vielfältiger, wieder komplexer als in den letzten ‚Spreewaldkrimis‘, komplizierter wahrzunehmen und schwerer zu verstehen sind sie aber nicht. Mehr als nur ein Gag: Einige Darsteller aus den früheren Filmen der Reihe haben Kurzauftritte. Die Bildgestaltung und der lautmalende Score sind phantastisch. Falls die Erinnerung nicht trügt, ist Wessels dritter Beitrag zu der Reihe, was Dramaturgie & Ästhetik angeht, das bisherige Meisterstück.“
Bei Kino.de wertete Tilmann P. Gangloff: „Auch mit der zehnten Episode bleibt der ‚Spreewaldkrimi‘ seinem Ruf treu, eine der faszinierendsten Reihen im deutschen Fernsehen zu sein.“ Nur „leider kommt der interessante Fall wegen Krügers Reise ins Jenseits ein bisschen zu kurz, und mitunter erzählt Kirchner die Geschichte womöglich auch ein bisschen zu kompliziert, aber die Verschachtelung der verschiedenen Ebenen ist erneut von großer Kunstfertigkeit, und das nicht nur wegen der diversen Übergänge. Handwerklich sind die ‚Spreewaldkrimis‘ ohnehin stets vorbildlich, doch die eigentliche Faszination entsteht durch die Montage, zumal die Rückblenden mitunter nur die halbe Wahrheit erzählen; manchmal wird auch später und aus anderer Perspektive nachgereicht, was unmittelbar zuvor geschehen ist. So entfaltet sich nach und nach eine Tragödie, deren Ausmaß die Wagner-Anklänge in der Filmmusik von Ralf Wienrich vollkommen rechtfertigt. “
Die Kritiker der Fernsehzeitschrift TV Spielfilm äußerten sich zum zehnten Film der Reihe wie folgt: „Kai Wessel […] kehrt zum ‚Spreewaldkrimi‘ zurück. Der mystische Ort bringt diesmal einen Fährmann der Toten hervor, der den Komapatienten Krüger auf der Spree wie durch eine Zwischenwelt stakt: eine starke atmosphärische Klammer für die auf zwei Zeitebenen verwobene Story. Ein paar philosophische Fragen […] reißt der Krimi nur an. Dafür greift Autor Thomas Kirchner […] in schöner ‚Spreewaldkrimi‘-Tradition wieder ein Thema mit Bezug zur DDR auf: das Schachern um die Energienetze 1990, das den Konzernen Gewinne brachte und den Bürgern die Steuerlast.“ Das Fazit lautete: „Klasse verwobene Fahrt über den Totenfluss“. Sie werteten den Film mit dem Daumen nach oben.